# Droga wojewódzka 938
Die Droga wojewódzka 938 (DW 938) ist eine 22 Kilometer lange Droga wojewódzka (Woiwodschaftsstraße) in der polnischen Woiwodschaft Schlesien, die Pawłowice mit Cieszyn verbindet. Die Strecke liegt im Powiat Pszczyński.

## Streckenverlauf
Woiwodschaft Schlesien, Powiat Pszczyński
-  Pawłowice (Pawlowitz) (DK 81, DW 933)
- Golasowice (Gollasowitz)
- Pruchna (Pruchna, Pruchnau)
- Kończyce Wielkie (Groß Kuntschitz)
-  Hażlach (Haslach) (DW 937)
-  Cieszyn (Teschen) (S 52)